# Johor

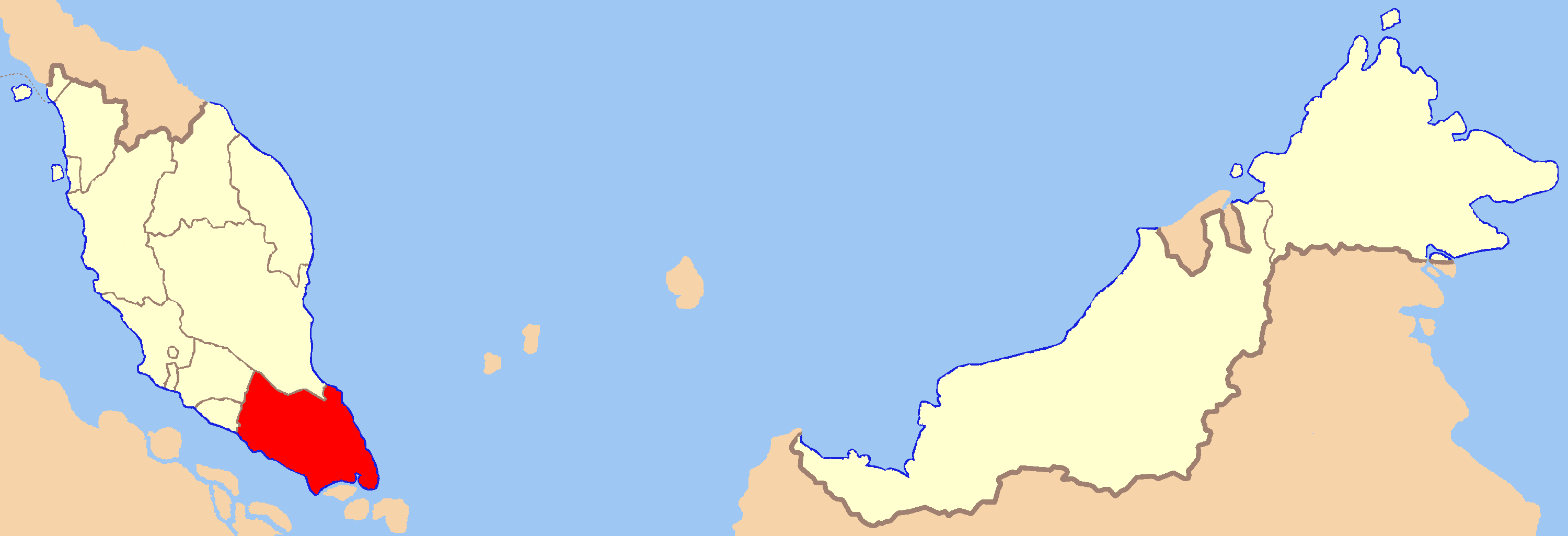
Delstatens läge i Malaysia.

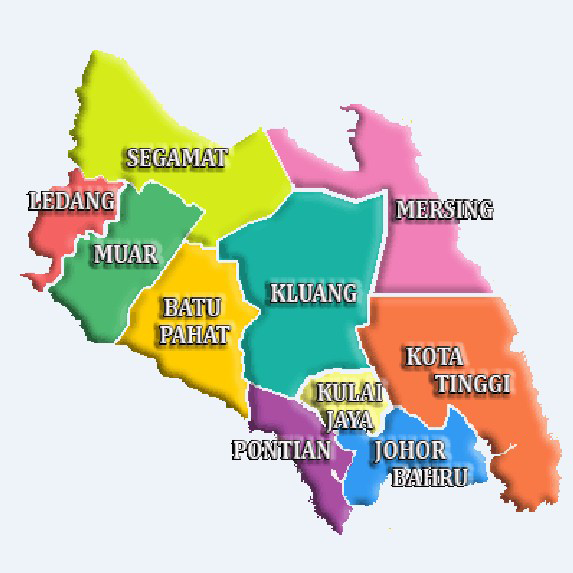
Karta över delstatens åtta distrikt.

Johors flagga

Johor (jawi:جوهر), alternativt Johore, är en delstat i Malaysia, belägen mellan 1°20"N och 2°35"N. Huvudstaden är Johor Baharu. Befolkningen uppgick till 3 312 400 invånare år 2008, på en yta av 19 210 kvadratkilometer. Den arabiska hederstiteln för staten är Darul Ta'zim ("boning av värdighet'). Johor omges av Pahang i norr, Malacka och Negeri Sembilan till nordväst och Johoresundet i söder som utgör den internationella gränsen mellan Malaysia och Singapore. Större städer är (förutom Johor Baharu) Bandar Maharani, Bandar Penggaran, Kluang, Pasir Gudang och Sekudai. Inom delstaten ligger Kap Piai som är den sydligaste platsen på Asiens fastland .

## Administrativ indelning
Delstaten är indelad i åtta distrikt:
- Batu Pahat
- Johor Bahru
- Kluang
- Kota Tinggi
- Mersing
- Muar
- Pontian
- Segamat